# Mousseaux-Neuville
Pour les articles homonymes, voir Mousseaux et Neuville.
Mousseaux-Neuville est une commune française située dans le département de l'Eure, en région Normandie.

## Géographie

### Localisation
| Foucrainville         | Foucrainville, Serez                                    |                    |
| Saint-André-de-l'Eure | Mousseaux-Neuville                                      | La Couture-Boussey |
|                       | Champigny-la-Futelaye, L'Habit (par un angle), Mouettes | Croth              |

### Hydrographie
La commune est située dans le bassin Seine-Normandie. Elle n'est drainée par aucun cours d'eau,.

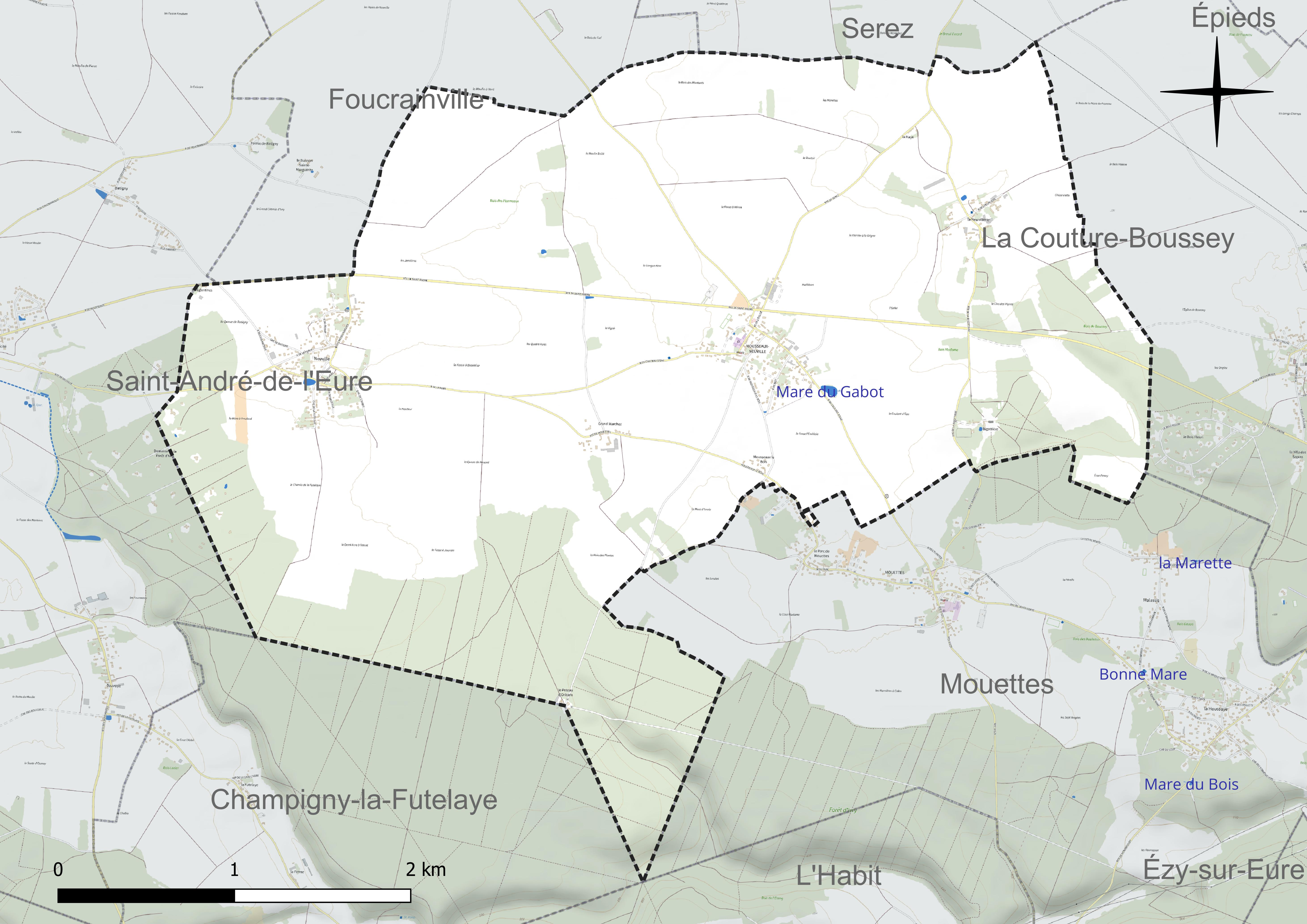
Réseau hydrographique de Mousseaux-Neuville.

Un plan d'eau complète le réseau hydrographique : la mare du Gabot (0,4 ha),.

### Climat
Pour des articles plus généraux, voir Climat de la Normandie et Climat de l'Eure.
En 2010, le climat de la commune est de type climat océanique dégradé des plaines du Centre et du Nord, selon une étude du CNRS s'appuyant sur une série de données couvrant la période 1971-2000. En 2020, Météo-France publie une typologie des climats de la France métropolitaine dans laquelle la commune est exposée à un climat océanique et est dans la région climatique  Sud-ouest du bassin Parisien, caractérisée par une faible pluviométrie, notamment au printemps (120 à 150 mm) et un hiver froid (3,5 °C). Parallèlement le GIEC normand, un groupe régional d’experts sur le climat, différencie quant à lui, dans une étude de 2020, trois grands types de climats pour la région Normandie, nuancés à une échelle plus fine par les facteurs géographiques locaux. La commune est, selon ce zonage, exposée à un « climat des plateaux abrités », correspondant aux plaines agricoles de l’Eure, avec une pluviométrie beaucoup plus faible que dans la plaine de Caen en raison du double effet d’abri provoqué par les collines du Bocage normand et par celles qui s’étendent sur un axe du Pays d'Auge au Perche.
Pour la période 1971-2000, la température annuelle moyenne est de 10,5 °C, avec  une amplitude thermique annuelle de 14,2 °C. Le cumul annuel moyen de précipitations est de 655 mm, avec 10,9 jours de précipitations en janvier et 8,3 jours en juillet. Pour la période 1991-2020, la température moyenne annuelle observée sur la station météorologique la plus proche, située sur la commune de Guichainville à 14 km à vol d'oiseau, est de 11,1 °C et le cumul annuel moyen de précipitations est de 659,6 mm,. Pour l'avenir, les paramètres climatiques de la commune estimés pour 2050 selon différents scénarios d’émission de gaz à effet de serre sont consultables sur un site dédié publié par Météo-France en novembre 2022.

## Urbanisme

### Typologie
Au 1er janvier 2024, Mousseaux-Neuville est catégorisée commune rurale à habitat dispersé, selon la nouvelle grille communale de densité à 7 niveaux définie par l'Insee en 2022.
Elle est située hors unité urbaine. Par ailleurs la commune fait partie de l'aire d'attraction de Paris, dont elle est une commune de la couronne,. 

### Occupation des sols
L'occupation des sols de la commune, telle qu'elle ressort de la base de données européenne d’occupation biophysique des sols Corine Land Cover (CLC), est marquée par l'importance des territoires agricoles (73,7 % en 2018), une proportion sensiblement équivalente à celle de 1990 (73,3 %). La répartition détaillée en 2018 est la suivante : 
terres arables (73,7 %), forêts (22,5 %), zones urbanisées (3,8 %). L'évolution de l’occupation des sols de la commune et de ses infrastructures peut être observée sur les différentes représentations cartographiques du territoire : la carte de Cassini (XVIIIe siècle), la carte d'état-major (1820-1866) et les cartes ou photos aériennes de l'IGN pour la période actuelle (1950 à aujourd'hui).

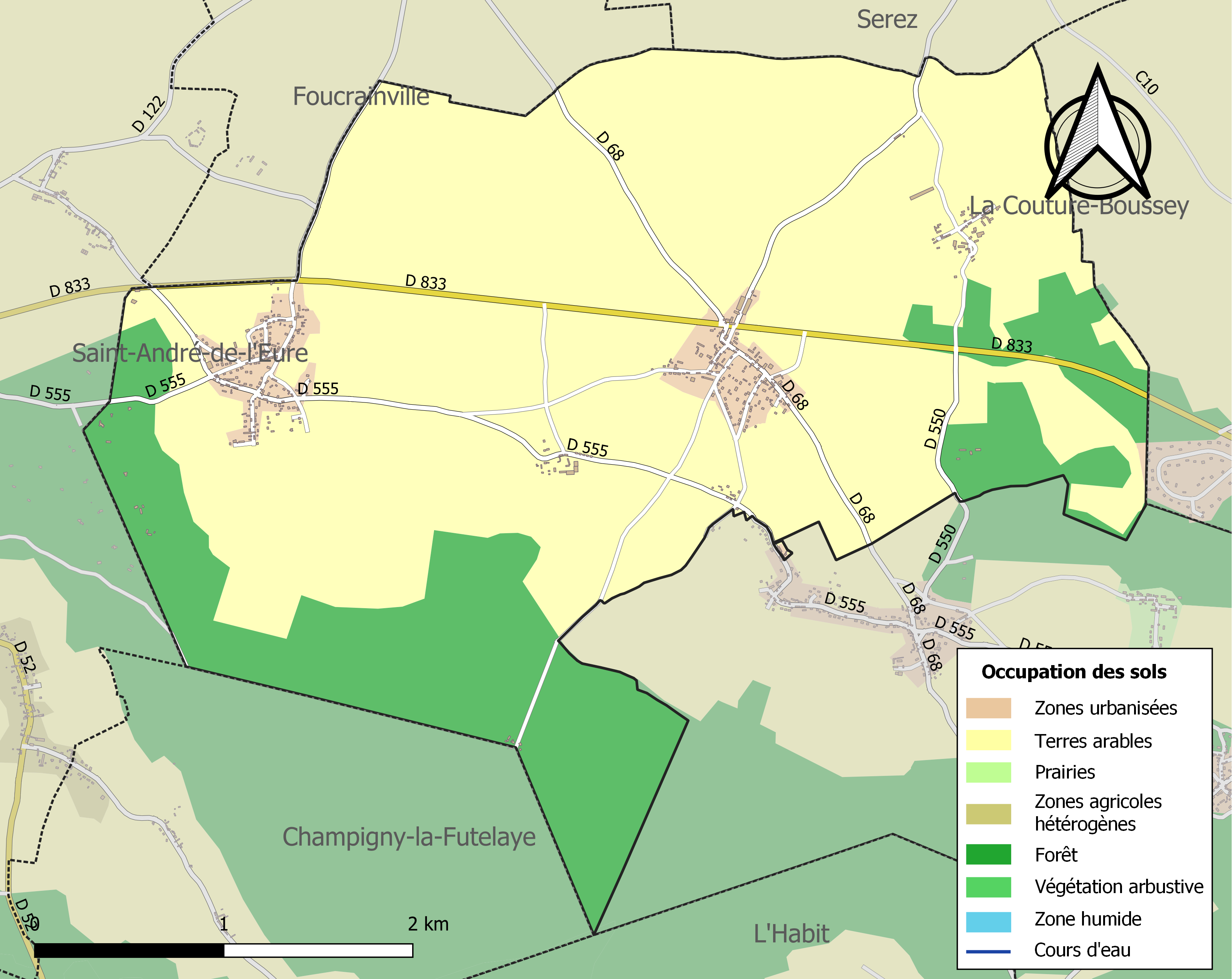
Carte des infrastructures et de l'occupation des sols de la commune en 2018 (CLC).

## Toponymie
Mousseaux est attesté sous les formes  Munciaus ou Monceaus en 1222, Muncellæ et Muncelli en 1223, Moncellæ en 1258, Moncellæ prope Mocellum en 1281 (cartulaire du chap. d’Évreux), Moncellæ prope Sanctum Andream en 1340 (cartulaire de Conches), Monceaulx en 1456 (aveu, arch. nat.), Mousseaux-le-Bois en 1828 (Louis Du Bois).
Mousseaux: pluriel de l'oïl moncel, « petits monts »,
L'élément Neuville est emprunté à l'ancienne commune de Neuville-près-Saint-André rattachée à Mousseaux en 1845 en même temps que celle de Neuvillette, aujourd'hui des hameaux ainsi que le Grand Marchez et le Château de la Bigottière.
Neuville est attesté sous les formes Novilla en 1206, Novilla Comitis en 1295 (cartulaire de Saint-Sauveur), Neuville le Comte en 1456 (aveu de la baronnie d’Ivry), Neuville-la-Forêt en 1828 (Louis Du Bois).

## Politique et administration
| Période                                  | Période  | Identité       | Étiquette | Qualité  |
| ---------------------------------------- | -------- | -------------- | --------- | -------- |
| 2012                                     | 2014     | Bernard Loose  |           |          |
| 2014                                     | 2020     | Philippe Kello | SE        | Employé  |
| 07/2020                                  | 11/2020  | Philippe Denis | SE        | Retraité |
| 11/2020                                  | En cours | Cédric Levert  | SE        | Employé  |
| Les données manquantes sont à compléter. |          |                |           |          |

## Démographie
L'évolution du nombre d'habitants est connue à travers les recensements de la population effectués dans la commune depuis 1793. Pour les communes de moins de 10 000 habitants, une enquête de recensement portant sur toute la population est réalisée tous les cinq ans, les populations de référence des années intermédiaires étant quant à elles estimées par interpolation ou extrapolation. Pour la commune, le premier recensement exhaustif entrant dans le cadre du nouveau dispositif a été réalisé en 2004.

En 2022, la commune comptait 641 habitants, en évolution de −1,54 % par rapport à 2016 (Eure : −0,25 %, France hors Mayotte : +2,11 %).
| 1793 | 1800 | 1806 | 1821 | 1831 | 1836 | 1841 | 1846 | 1851 |
| ---- | ---- | ---- | ---- | ---- | ---- | ---- | ---- | ---- |
| 242  | 265  | 286  | 243  | 237  | 239  | 233  | 525  | 491  |

| 1856 | 1861 | 1866 | 1872 | 1876 | 1881 | 1886 | 1891 | 1896 |
| ---- | ---- | ---- | ---- | ---- | ---- | ---- | ---- | ---- |
| 509  | 465  | 477  | 419  | 417  | 409  | 388  | 375  | 381  |

| 1901 | 1906 | 1911 | 1921 | 1926 | 1931 | 1936 | 1946 | 1954 |
| ---- | ---- | ---- | ---- | ---- | ---- | ---- | ---- | ---- |
| 317  | 326  | 321  | 315  | 333  | 292  | 286  | 335  | 361  |

| 1962 | 1968 | 1975 | 1982 | 1990 | 1999 | 2004 | 2006 | 2009 |
| ---- | ---- | ---- | ---- | ---- | ---- | ---- | ---- | ---- |
| 373  | 286  | 243  | 320  | 437  | 560  | 641  | 674  | 671  |

| 2014 | 2019 | 2022 | - | - | - | - | - | - |
| ---- | ---- | ---- | - | - | - | - | - | - |
| 653  | 640  | 641  | - | - | - | - | - | - |

## Culture locale et patrimoine

### Lieux et monuments
- Église Saint-Martin

### Héraldique
| Blason de Mousseaux-Neuville | Blason  | Parti: au 1er de sinople au cerf contourné d'or et au chef cousu de gueules à deux léopards d'or l'un au-dessus de l'autre, au 2e de gueules à la gerbe de blé d'or et au chef cousu de sinople à la coquille d'or; au pal diminué d'argent, alésé et aiguisé en chef brochant sur la partition. |
| Blason de Mousseaux-Neuville | Détails | Les deux léopards d'or sur champ de gueules rappellent les armes de la Normandie. Création de l’équipe municipale assistée par Denis Joulain. Adopté en novembre 2013. |